# 景鲤
景鲤（？—？），景氏，战国时期楚国人。

## 生平
楚顷襄王即位，齐国派使者到楚国东部五百里土地，楚王问左右，景鲤力主不给，自请到秦国求救。秦国大军到达齐国西部边境，齐王只好放弃对楚国的索地要求。